# Circulus liratus
Circulus liratus är en snäckart som först beskrevs av Addison Emery Verrill 1882.  Circulus liratus ingår i släktet Circulus och familjen Vitrinellidae. Inga underarter finns listade i Catalogue of Life.